# Station Bierutów
Station Bierutów is een spoorwegstation in de Poolse plaats Bierutów.